# Махнёво
Махнёво — посёлок городского типа в Алапаевском районе Свердловской области России. Административный центр Махнёвского муниципального образования и Махнёвской поселковой администрации. Расположен на реке Тагил.

## География
Махнёво расположено в нижнем течении реки Тагил, по обоим берегам, в 230 километрах к северо-северо-востоку от Екатеринбурга. Восточнее посёлка расположена железнодорожная станция Ерзовка на линии Восточно-Уральской рокады Свердловской железной дороги.

## История
В 1595 году царь Фёдор Иоаннович велел проложить новую дорогу от Верхотурья на юго-восток через лесной массив, которая выходила к реке Тагил. Так появился Бабиновский тракт, первый путь из Европейской России в Сибирь через Верхотурье. Его стратегическое значение было велико — движение не прекращалось даже ночью.
В 1621 году появляется первое упоминание о Махнёве (статья зампредседателя Уральского историко-родословного общества Ю. В. Коновалова, об этом свидетельствует также справка института истории и археологии уральского отделения РАН доктора исторических наук С.Н. Побережникова), которое было основано, как деревня ямщиков братьев Махнёвых. Основной обязанностью ямщиков была перевозка казенных грузов и государевой почты.
В 1680 году в Махнёве было 30 дворов, что немало для того времени.
В XIX веке село входило в состав Верхотурского уезда Пермской губернии. В 1869 году в Махнёве было 57 дворов (169 человек мужского пола, 183 человек женского). Было волостное правление, двуклассное земское училище, земская больница с врачами, земской агроном, две торговые лавки, винная и пивная лавки, проводились ярмарки. Был развит деревянный промысел, рогожный, сбор кедровых орехов.
В 1901 году было построено здание Восточного правления. С уездным центром Верхотурьем была установлена телефонная связь.
В марте 1918 года к власти пришли большевики.
10 декабря 1923 года на 4-м съезде Уральской области было принято решение о создании Махнёвского района, в состав которого вошли 3 волости: Фоминская, Махнёвская, Топорковская. Общая площадь района составляла 2000 км².
В 1947 году введена в строй железная дорога Алапаевск — Сосьва — Серов. В 1948 году началась разработка месторождений строительного песка и гравия, образован леспромхоз.
В 1960-е годы Махнёвский песчано-гравийный карьер стал градообразующим предприятием, началась застройка жилого микрорайона Городка карьера.
В 1963 году Махнёвский район был ликвидирован, его территория вошла в состав Алапаевского района.
В 1968 году Махнёво получило статус посёлком городского типа.
В июле 2004 года посёлок преобразован в сельский населённый пункт, однако уже в октябре 2007 года вновь стал посёлком городского типа.
С 1 января 2009 года на основании Закона Свердловской области от 9 июня 2008 года № 28-ОЗ в результате разукрупнения Алапаевского муниципального образования посёлок Махнёво стало центром Махнёвского муниципального образования.
В 2009 году появился герб: «В основе герба — фигура, образованная двумя снопами и веретеном в виде ромба. Зелено-серебристый цвет поля трактуется как поля, леса и снега, а также как чистота помыслов, пробуждение и возрождение. Сноп является символом урожая, единства, прочных уз и означает вознаграждение за труд. Щит увенчан золотой муниципальной короной установленного образца. Флаг представляет собой прямоугольное полотнище, состоящее из двух равных горизонтальных полос зелёного и белого цветов, по центру которого помещены фигуры муниципального герба».

## Население
| 1959  | 1970  | 1979  | 1989  | 2002  | 2009  | 2010  |
| ----- | ----- | ----- | ----- | ----- | ----- | ----- |
| 1712  | ↗3067 | ↗3813 | ↗4233 | ↘3750 | ↘3670 | ↘3399 |
| 2012  | 2013  | 2014  | 2015  | 2016  | 2017  | 2018  |
| ↘3359 | ↘3316 | ↘3260 | ↘3246 | ↘3172 | ↘3108 | ↘3089 |
| 2019  | 2020  | 2021  | 2023  |       |       |       |
| ↘3088 | ↘3052 | ↘2732 | ↘2688 |       |       |       |

### Радиостанции
| Частота МГц | Название                   | RDS | Формат      | Мощн. кВт | Телецентр | Время            |
| ----------- | -------------------------- | --- | ----------- | --------- | --------- | ---------------- |
| 103,5       | Радио России / Радио Урала | -   | News / Talk | 0,03      | РТС Мугай | с 05:00 до 01:00 |